# Zwergfelsenmaus
Die Zwergfelsenmaus (Petromyscus collinus) ist ein Nagetier in der Gattung der Afrikanischen Felsenmäuse, das im Südwesten Afrikas vorkommt.

## Merkmale
Erwachsene Exemplare erreichen eine Kopf-Rumpf-Länge von 72 bis 95 mm, eine Schwanzlänge von 78 bis 122 mm sowie ein Gewicht von 14 bis 24 g. Die Hinterfüße sind 15 bis 21 mm lang und die Länge der Ohren beträgt 12 bis 18 mm. Das seidenweiche Fell der Oberseite wird aus Haaren gebildet, die an der Basis grau und im weiteren Verlauf bräunlich sind, was ein hell- bis mittelbraunes Aussehen hervorruft. Auf der Unterseite und an den Extremitäten kommt weißliches Fell vor. Die Zwergfelsenmaus hat vier Finger an den Vorderpfoten und fünf Zehen an den Füßen. Bei Weibchen kommen sechs Zitzen vor.

## Verbreitung
Das Verbreitungsgebiet reicht vom Südwesten Angolas über Namibia bis in den Westen Südafrikas. Die Zwergfelsenmaus lebt im Flachland, in Gebirgen und auf Hochebenen zwischen 100 und 2000 Meter Höhe. Wie der deutsche Name andeutet hält sie sich in felsigem Gelände mit spärlichem Bewuchs aus Büschen auf.

## Lebensweise
Die Exemplare verstecken sich am Tage in Felsspalten oder in Hohlräumen und suchen nachts nach Nahrung. Sie fressen vorwiegend Pflanzensamen und etwa ¼ der Nahrung besteht aus Insekten. Manchmal werden die Samen aus dem Kot der im selben Gebiet lebenden Schliefer aufgenommen. Da die Zwergfelsenmaus bis zu drei Wochen ohne Wasser auskommen kann, ist sie sehr gut an das trockene Verbreitungsgebiet angepasst.
Männchen bewachen die Grenzen ihres etwa 0,3 Hektar großen Reviers. Die Territorien von Weibchen können sich überlappen. Unter günstigen Verhältnissen teilen sich 5 bis 10 Exemplare einen Hektar. Die Fortpflanzung erfolgt meist in Zeiten mit Nebel zwischen Dezember und März. Gewöhnlich kommt bei wildlebenden Weibchen ein Wurf pro Jahr vor. Die Wurfgröße liegt in der Natur zwischen 2 und 3 sowie in Gefangenschaft zwischen 2 und 8 Nachkommen. Die Jungtiere saugen sich etwa zwei Wochen an den Zitzen der Mutter fest.

## Bedrohung
Es liegen keine Bedrohungen für den Bestand vor und die Zwergfelsenmaus wird häufig angetroffen. Die IUCN listet die Art als „nicht gefährdet“ (least concern).